# 2020-as fehéroroszországi tüntetések
A fehéroroszországi tüntetések 2020. augusztus 9. óta zajlanak, amikor a választásokon az 1994 óta elnök Aljakszandr Lukasenka önmagát jelölte meg a választások győzteseként, de az ellenzék – élén Szvjatlana Cihanovszkajával – ezt az eredményt vitatja.
2020. augusztus 9-én tartották a választást, melyen Lukasenkát 1994 óta sorozatban hatodik alkalommal hozták ki Fehéroroszország elnökének, de minden jel arra mutatott, hogy a választás eredményeit meghamisították. A hivatalos eredmény szerint Aljakszandr Lukasenka 79,7%-kal nyert, a független felmérések szerint azonban alig 10%-os támogatottsággal bír, míg ellenfele, az ellenzéki Szvjatlana Cihanovszkaja támogatottsága 70% körüli, aki ennek ellenére a kimutatás szerint csak 6,8%-os eredményt ért el.

## Története
Lukasenka többször lépett fel megkérdőjelezhető módon politikai ellenfelei ellen, korábbi választások előtt is rendre bebörtönöztette az ellenzéki jelölteket. A fehérorosz nép hatalmas tüntetésbe kezdett a választások manipulált eredménye ellen, százezrek vonultak utcára. Lukasenka rohamrendőrei rengeteg tüntetőt megsebesítettek, és több ezer embert tartóztattak le valós vagy koholt indokok alapján.
Az eset óriási nemzetközi felháborodást váltott ki, rengeteg emberi jogi, politikai és civil szervezet szólalt fel a fehérorosz események kapcsán. A következő napokban az ország népe még komolyabb ellenállásba kezdett: az egyre növekvő létszámú elégedetlen polgár mellett a vállalatok is elfordultak a diktátortól, és az állami média is megtagadta a továbbiakban a propaganda terjesztését, így Lukasenka szorult helyzetbe került.
Európaszerte szorgalmazzák, hogy írjanak ki új, tisztességes választásokat a fejlemények fényében. A diktátor eközben katonákat vezényelt az ország nyugati határára, továbbá rejtélyes orosz kormánygép érkezett Minszkbe, ami erősen valószínűvé teszi, hogy Vlagyimir Putyin orosz elnök meg fogja tenni a megfelelő lépéseket annak érdekében hogy Fehéroroszországban ne üthesse fel fejét a demokrácia, ehelyett, más érdekszféráihoz, például Magyarországhoz hasonlóan, az autoriter orosz befolyás maradjon érvényben. Putyin ezzel kapcsolatban a német és francia államfőt is megfenyegette.

### Kilencedik hét (október 4–10.)
Október 4-én a „Szabadulás menetét” rendezték meg Minszkben, ahol a tüntetők az Okrestina büntetés végrehajtási központ felé vonultak, mert úgy gondolták, ott tartják fogva a politikai elítélteket. Rohamrendőröket és vízágyúkat vezettek be a tüntetés feloszlatására. Az egyik vízágyú el is romlott. A teljes központi területet (a Függetlenség terét a Palotával, a Hősök városi obeliszkjét) rutinszerűen lezárták a rohamrendőrök, amihez felfegyverzett egységeket, szöges drótot és "Rubezh" kerítéseket is használtak.  Egy ZS-82 átjátszó állomást építettek fel egy nagy teljesítményű hangosbemondóval egy BRDM–2-re, amin keresztül szovjet dalokat játszottak. A kínai Dongfeng Mengshi  katonai off-roadot és belarusz, első vonalban használt VOLAT HMMVV-ket is láttak Minszk utcáin. 13:40-kor nyolc metróállomást lezártak. Nagyjából 13:50 körül lekapcsolták a mobil internetet. Négy bevásárló központ 14:00 órakor „technikai okok miatt” bezárt, A tüntetés 14:05.kor kezdődött, és 18:30–19:00 között ért véget. A Viasna hírügynökség jelentései szerint Minszkben és több más városban, például  Vicebszkben és Homelben is tüntetőket vettek őrizetbe.
Október 5-én nagyjából 100 idősebb ember gyűlt össze a Szent Helén templom előtt, oszlopot alakítottak ki, és megindultak a Függetlenség sugárút felé Mikor megérkeztek az Október térre, szolidaritás láncot alakítottak, melyet az elhaladó autósok dudálással biztosítottak támogatásukról. Ezután az idősek bevonultak a Győzelem terére, ahol fiatal önkéntesekkel találkoztak, akik édességet és vizet osztottak nekik. A tüntetők virágot és kormányellenes posztereket tartottak a kezükben, és patrióta dalokat énekeltek, melyek közül a leghíresebb a "Mahutny Boža" ("Mindenható Isten") volt.
Október 6-án Cihanovszkaja Berlinbe utazott, hogy találkozhasson Angela Merkel kancellárral. Megbeszélésük zárt ajtók mögött zajlott, ahova újságírókat nem engedtek be. Minszkben az Ügyészség nyilatkozatot adott ki, mely szerint a fegyintézet dolgozóinak kötelezettségszegési ügyei „korlátozottan felhasználható” információknak minősülnek.
Október 7-én egy megszokott női tüntetés volt, melynek ezúttal a „Sétálunk” nevet adták. Fiatal nők fehér-piros esernyőket vittek magukkal, miközben végigvonultak a Függetlenség sugárúton. Több újságíró is egy rádiózavaró Groza-S mobil ellendrónt látott Minszk felett a felvonulás után.
Október 8-án Minszk Lenin kerület rendkívüli helyzetek tűzoltási és baleseti mentési részlegének volt parancsnokát – Artyom Uljanovot, akit előző nap azért mentettek fel, mert megtagadta azt a parancsot, hogy távolítsa el a fehér-piros zászlót egy lakóház elejéről – nagyjából 2000 dollárnyi összegre büntettek a szerződése tervezettnél korábban történt felmondása miatt. Viktor Snezhytsky, a Belarusz Tanács egyik tagja „egészségügyi okokra hivatkozva” lemondott, miután olyan kijelentést tett, mely szerint a hatalmon lévők elnyomják a közösségi médiákat.
Október 9-én reggel a tüntetők lezárták Minszkben az Űrhajós utcát. Megalapították a Bearusz Kulturális Szolidaritás Alapot, melyből jogi,pénzügyi és pszichológiai segítséget adnak a belarusz kulturális közösség azon tagjainak, akik nyíltan kiállnak a civilek véleménye mellett.
Október 10-én ismét megszervezték a Nők Menetét Minszkben. Ajakszandr Lukasenka találkozott az ellenzék pár, a korábban a KGB által használt Amerikanka végrehajtási intézetben bebörtönzött vezetőjével, akik között megemlíthető Viktar Babaryka és Sergei Tikhanovsky. A megbeszélések állítólagos fő célja a jövőbeni alkotmányos reform részleteinek megvitatása volt Sergei Tikhanovsky május 29-i bebörtönzése óta először beszélhetett telefonon a feleségével, Sviatlanával  Este felé a Cyber Partisans ismét meghekkeltek több, állami tulajdonban lévő vállalathoz tartozó weboldalt. 

### Tizedik hét (október 11–17.)
Október 11-én a „Büszkeség menetén” (ami a két hónapos folyamatos tüntetésnek állított emléket) Belarusz regionális központjaiban kapott helyet, több mint 100 000 ember vett részt csak Minszkben.  A biztonsági erők az előző, vasárnapi összejövetelhez képest brutálisabb módszerekkel léptek fel, több újságírót őrizetbe vettek, többször használtak gumilövedéket, kábító gránátokat, és megszínezett vizet kilövő vízágyúkat. Sokan az ekkor történteket az augusztus 9–2 közötti eseményekre emlékeztettek. Ahogy az már lenni szokott, nem működött nyolc metróállomás, hat bevásárlóközpont, és az internetet is lekapcsolták. A Belarusz Belügyminisztérium szerint október 11-én 713 tüntetőt vettek őrizetbe, országszerte pedig 25 tüntetésről volt információjuk.
Október 12-én az „Idősek menetét” rendezték meg Minszkben és több más helyszínen is, amire ezúttal a rendőrség is ellenakciókkal készült. Gumilövedékeket és könnygázt vetettek be.  A Belügyminisztérium engedélyt adott, hogy amennyiben ez indokolt, éles lőfegyvert is bevethetnek a tüntetések feloszlatásáért, mivel a tüntetések „szervezettebbek radikálisabbak, mint elsőre tűntek. Este több polgári engedetlenségi akció vette kezdetét Minszk-szerte, melyek között volt olyan, ahol égő gumival zárták le el a helyi forgalmat, s ez este 11-ig eltartott, amíg a hadsereg és a belarusz OMON erői be nem avatkoztak. Vladimir Zaryankint, Vicebszk polgármesterének a fiát előállították, autóját pedig símaszkba öltözött vandálok rongálták meg.
Október 13-án a Koordinációs Tanács október 25-ig ultimátumot adott Lukasenkának, miszerint országos sztrájkokkal és polgári engedetlenségi akciókkal kell szembe néznie, ha október 25-ig nem mond le, nem szabadít ki minden politikai elítéltet, és nem hagy fel a békés tüntetők vegzálásával. Maxim Khoroshint, egy minszki virágüzlet üzlettársát letartóztatták, aki a nők menetén virágokat adott az arra tüntető nőknek. Letartóztatták, a biztonsági szolgálat emberei pedig alaposan elverték, mert  mert állítólag szétszerelt egy vízágyút, és felgyújtotta a minszki OMON vezetőjének, Dmitry Balabának a dácsáját.
Október 14-én, a belarusz anyák napján több száz nő gyűlt össze a Függetlenségi Téren, a minszki Vörös Templom mellett, ahonnét az „Anyák menete” indult. Körülbelül 15:00 óra környékén a résztvevők oszlopba rendeződtek, és a Függetlenség sugárúton elindultak Yakub Kolas térre, és ezt skandálták: „Szabadságok a gyermekeknek.” "Mindenki egyért, egy mindenkiért". Az „Anyák menetén” túl voltak egyéni szervezésű demonstrációk, szolidaritási láncok, diákbeszédek stb. A megmozdulás 18:30 körül érte el a csúcspontját, mikor az újonnan megalakult "Kolesnikova Square" jött létre, ahol a belarusz  Dzieciuki rockbanda lépett fel.
A Belaruskali egyik robbantásszakértője, Alexander Kurban nem hagyta el a fúrót a műszakja végén, melyhez 440 méter mélyen hozzárögzítette magát, és azt követelte a társaság főigazgatójától, hogy informálja a munkásgyűlést arról, milyen intézkedéseket tettek az új, átlátható, fair választások érdekében. Reggel 9:15-re Kurbant a felszínre hozták, és a Belügyminisztérium munkatársai pszichoneurológiai központba szállították, ahol az orvosok megvizsgálták, majd elengedték.
Október 16-án Belaruszban és Oroszországban Szvjatlana Cihanovszkaját a legkeresettebb bűnözők listájára tették, mert „megpróbálta megdönteni az alkotmányos rendet.”

### Tizenegyedik hét (október 18–24.)

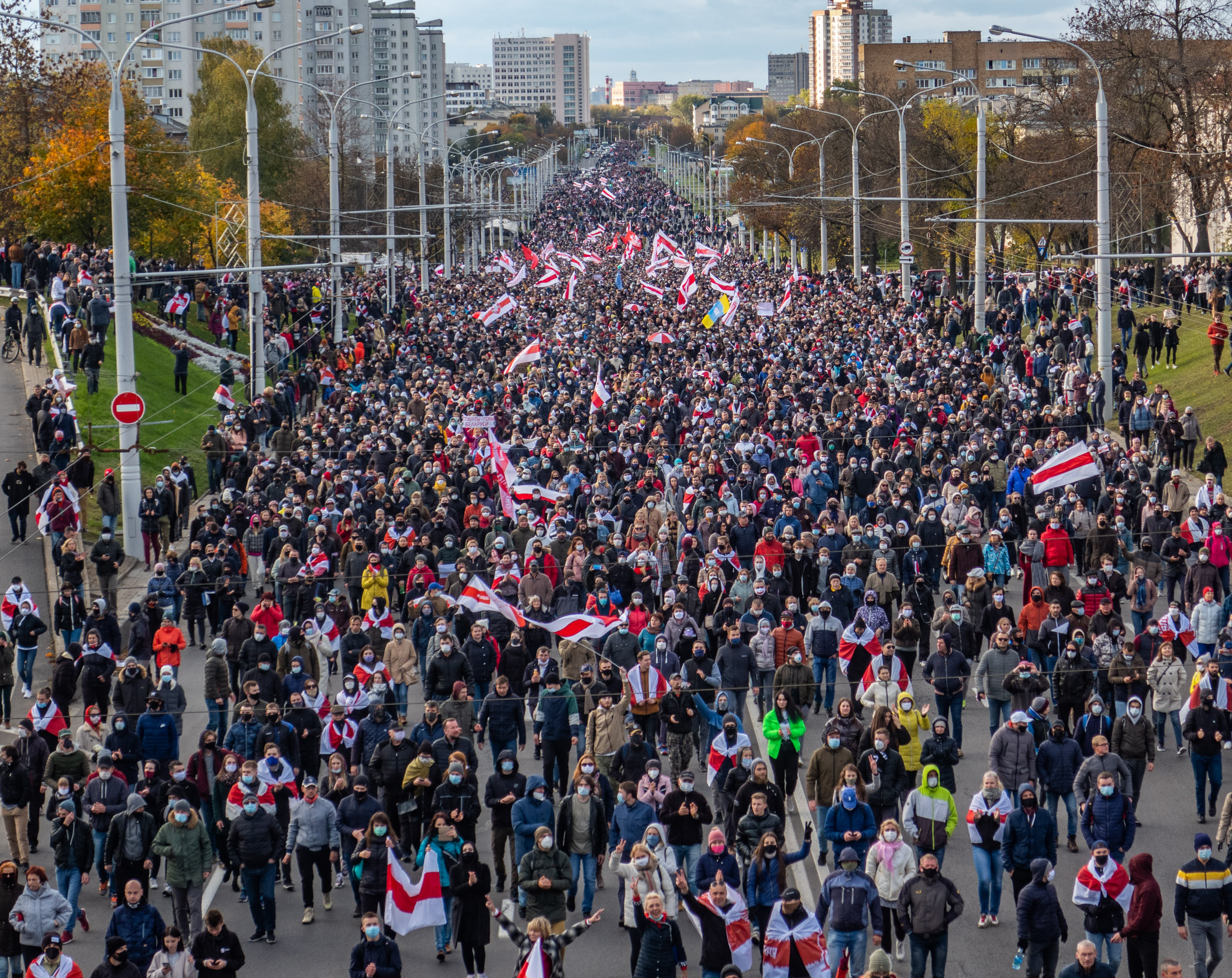
"Partizánok menete" (anti-Lukasenka tüntetés). Minszk, október 18.

Október 18-án a „Partizánok menete” (melyet a II. világháborús partizán mozgalmak után neveztek el így) több mint 50.000 tüntetőt mozgósított. Minszkben és más régiós központokban is voltak megmozdulások, melyeken a tüntetők azt skandálták. „Sztrájk!”, „A munkások a néppel vannak.”, „Le veletek és a rohamrendőreitekkel!”. Mindeközben fehér–vörös ellenzéki zászlókat lengettek. A biztonsági erők gumilövedéket használtak, az utakat pedig nehéz járművekkel illetve szögesdróttal vették blokád alá. Ezek között voltak vízágyúk is.  Több mint 280 tüntetőt tartóztattak le a vasérnapi tüntetéseken, akik közül a legtöbbjüket Minszkben vették őrizetbe. Számos földalatti metróállomást lezártak, és csökkent a mobilos lefedettség is.
A tüntetések október 19-én is folytatódtak, mikor mintegy 3000 nyugdíjas menetelt Minszken keresztül, miközben virágot vittek, és több szlogent is skandáltak, melyekben Lukasenka lemondását sürgették. Az ellentüntető tábor, akik Lukasenkát éltették, nagyjából 2000 emberből állt össze. Ők olyan idősek voltak, akik katonai és biztonsági erős uniformist viseltek. Őket állítólag szervezetten, busszal vitték a helyszínre.

### November
November 1-én nagyjából 20 000 tüntető vonult fel Minszkben, és a  Kurapaty felé mentek, ahol a nagy tisztogatás idején mintegy 200 000 embert végeztek ki. A tüntetők olyan szólamokat tartalmazó táblákkal vonultak, mint „Az emberek memóriája tovább tart, mint a diktatúra ideje.” és "Állítsák le a népük kínzását!” Minszkben a tüntetés előtt a rendvédelem több teret is elkordonozott, lezártak több metróállomást, a mobilinternetet pedig leállították. A biztonsági erők robbanógránátot és könnygázt is bevetettek, valamint pálcákkal is oszlattak. Többen megpróbálták elállni azoknak az autóknak az útját, amelyek őrizetbe vetteket szállítottak. Belarusz Belügyminisztériuma azt mondta, Minszkben és a régióban nagyjából 300 embert börtönöztek be, akik megszegték a tömegrendezvények szabályait. A letartóztatottak között volt négy újságíró is, akik közül kettőt súlyosan bántalmaztak. A Belarusz Vizsgálóbizottság szerint az előzetesbe bevittek közül 231 főt olyan bűncselekmény elkövetésével vádoltak, melyek „nagy mértékben rontják a közrendet.” November 1 a belarusz tüntetések 13. vasárnapja volt.
November 2-án mintegy 1000 ember vett részt Minszkben egy meneten. Sok közülük nyugdíjas volt. A fehér–piros–fehér zászló volt náluk, és olyan szlogeneket skandáltak, mint „Lukasenka! Bíróság!” és „A győzelemig, a végéig! A hétfői tüntetésen senkit sem vettel őrizetbe a hírek szerint.
November 7-én több száz ember vett részt a nők menetén. Nagyjából 60 orvos és egészségügyi dolgozó gyűlt össze Lukasenka ellen, akiket aztán a rendőrök elvittek. A nők menetén legalább 14 embert előállítottak Minszkben.
November 8-áán több ezer ember menetelt Minszkben. A menet résztvevői fehér–piros--fehér zászlókat és esernyőket lengettek. A biztonsági erők több utcát lezártak, és több területet elkordonoztak Minszk központi részén. A városban reggeltől blokkolták az internet elérését. Egy órával a tüntetés kezdete előtt az utasok biztonságára hivatkozva lezárták a belváros több metróállomását. A rendőrség rudakkal és gumibotokkal oszlatta fel a tömeget. Minszkben, Homelben, Vicebszkben, Zslobinban és több más településen összesen legalább 1053 tüntetőt állítottak elő. Az előállítottak között legalább kilenc újságíró volt. Videók és fényképek tanúskodnak arról, hogy jelölés nélküli emberek brutálisan letepernek tüntetőket, akiket ezután rendőrségi járműben visznek el.
November 13-án több ezer ember menetelt Minszkben és több más városban. Ezelőtt egy 31 éves ellenzéki támogató halt meg, akit a rendőrök vertek meg. A gyertyákat és virágokat magukkal vivő emberek élőláncot alkotva állítottak emléket Raman Bandarenkának, aki a súlyos sebesülései miatt több órányi műtét után meghalt egy minszki kórházban A demonstrálók molinón ilyen szövegek szerepeltek: „Álljatok le a legyilkolásunkkal.” A bíróság előtt, ahol Bondarenkót elítélték, több száz ember állt csendben egy percig, majd ezt skandálták: „Nem bocsátunk, nem felejtünk.” A Belügyminisztérium elutasította, hogy köze lenne Bondarenko halálához. Szerintük civilekkel történt dulakodás miatt halt meg. Az Európai Unió elítélte az erőszakos leszámolást.
November 15-én Belaruszban több tízezer ember gyűlt össze, hogy amiatt tüntessenek, hogy egy veterán, gyermek művészeti tanár azért halt meg, mert a rendőrség letartóztatta, mivel Lukasenkával ellentétes nézőpontot vallott.  Minszkben a tüntetők a betiltott fehér–piros–fehér zászlót vitték magukkal, és a következőket skandálták: „Lukasenka! Bíróság!” és „Szeretjük az élő Belaruszt!” A biztonsági erők könnygázzal, gumibotokkal és kábító gránátokkal oszlatták fel Minszkben a tömeget. Minszk központjában több metróállomást lezárták, és lekapcsolták a mobil internetet. Minszkben és több más városban több mint 1200 tüntetőt tartóztattak le.
November 16-án több mint 1000 ember vonult Minszk utcáira. Sokan közülük nyugdíjasok vagy orvosok voltak. Olyan szlogeneket skandáltak, mint "Gyilkosok!" és "Bíróság!". Nem érkeztek hírek letartóztatásokról.